# Team Wiesenhof
El Team Wiesenhof (código UCI: WIE) fue un equipo ciclista alemán profesional. En 2006 sufrió una profunda remodelación al ir el patrocinador principal (Wiesenhof) a otro equipo más veterano desapareciendo el equipo primitivo con ese nombre. Sin embargo, se consideró el mismo equipo, o una sucesión de este, al heredar dicho patrocinador principal y la categoría de ese equipo con el nombre de Wiesenhof. Desapareciendo definitivamente dos años después.

## Historia del equipo
El equipo se creó en 2001 con el nombre de Team Wiesenhof-Leipzig, encuadrado en la 3ª División logrando 6 victorias, 4 por parte de Enrico Poitschke y 2 por parte de André Schulze, entre ambos consiguieron 19 de los 17 puestos entre los tres primeros del equipo. El siguiente corredor destacado, a mucha distancia de ellos, fue Timo Schloz con un segundo y un tercer puesto. Al año siguiente ascendieron a la 2ª División.

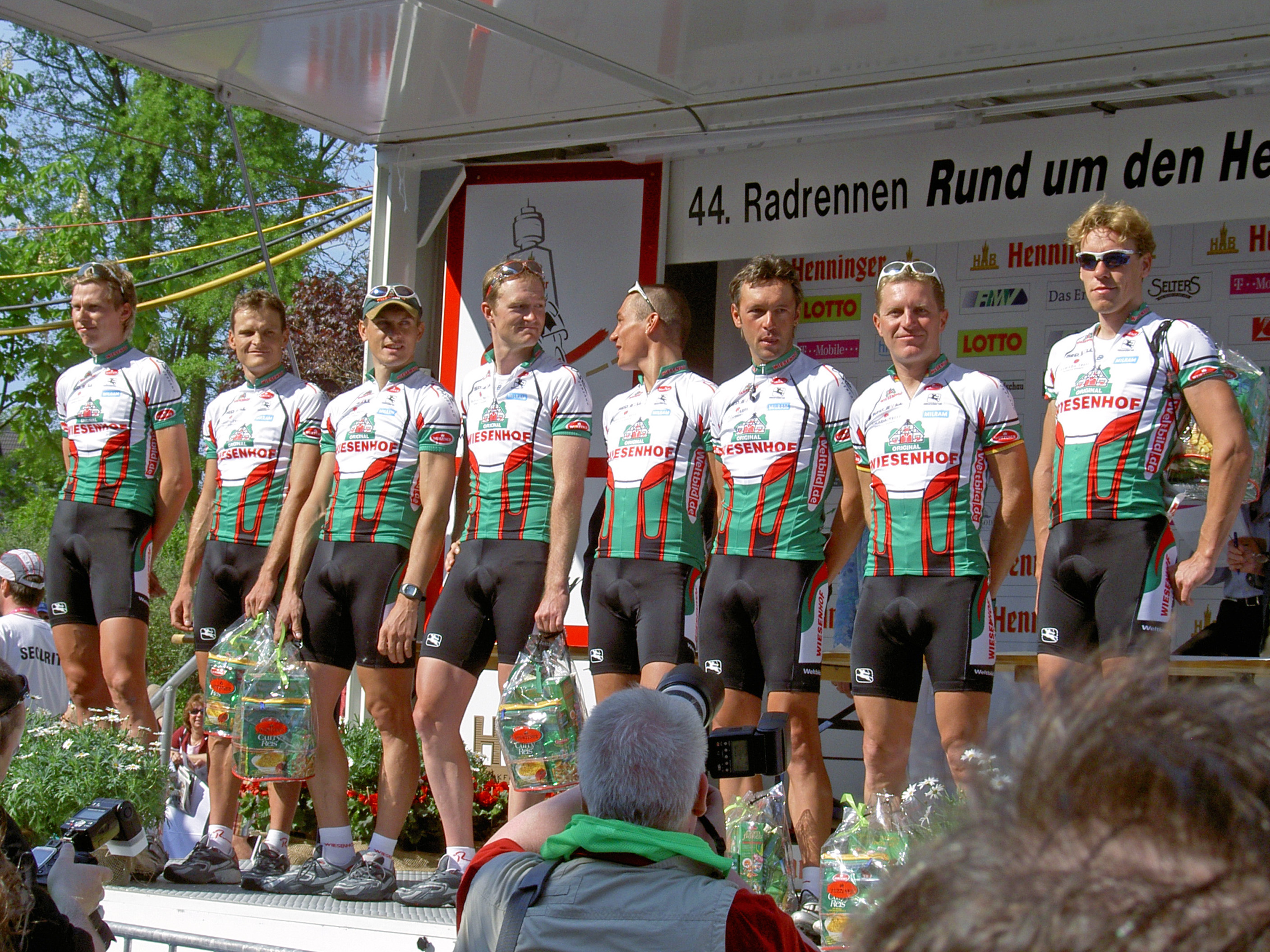
Maillot del equipo en 2005, en el Gran Premio de Fráncfort.

Su temporada de debut en 2ª División fue similar a la anterior con 6 victorias repartidas entre Timo Scholz y René Obst con tres cada uno.
En 2003 consiguieron 7 victorias siendo Björn Schröder y Roberto Lochowski los que sumaron más de una victorias, con 2 cada uno. Destacando 17 segundos puestos.

### 2004-2005: Wiesenhof único patrocinador
Desde 2004, Leipzig, o su club deportivo SC DHfK Leipzig, dejó de ser patrocinador secundario dejando a Wiesenhof (marca alimenticia del grupo PHW) como único patrocinador en la denominación el equipo, financiando el resto del presupuesto mediante patrocinadores menores. Pese a ello la escuadra mantuvo su sede en dicha localidad.
En 2004 consiguieron 6 victorias destacando Sebastian Siedler con 3.
En 2005 se renombró esa 2ª categoría por la de Profesional Continental aunque en la práctica el equipo no sufrió ninguna variación en cuanto a su estructura. Siguió manteniendo su media de triunfos esta vez con 5 destacando David Kopp con 3.

### 2006: integración en el Akud Arnolds Sicherheit
El equipo originario desapareció a finales de 2005, sin embargo, para el año siguiente la empresa Wiesenhof se hizo patrocinador principal del equipo AKUD Arnolds Sicherheit de categoría Continental (última categoría del profesionalismo) renombrándose por Team Wiesenhof Akud y manteniendo la categoría Profesional Continental del equipo original. Este equipo tuvo un origen más antiguo creado como juvenil en 1991 con el nombre de Verein RV Berlin 1888. Finalmente obtuvo la licencia profesional en 2003 con el nombre de Winfix Techem y dirigido por Jochen Hahn.
Así recalaron en el nuevo Wiesenhof los ex-Akud Gerald Ciolek, Artur Gajek, Christian Leben, Felix Odebrecht, Lubor Tesař, Gerhard Trampusch, Gregor Willwohl y Mitja Schluter (8 de los 17 ciclistas de ese equipo) y Raphael Schweda, Jochen Hanh, Jens Heppner y Markus Schleicher (los 4 directores deportivos de ese equipo). Del Wiesenhof del pasado año solo se mantuvieron Steffen Radochla y Lars Wackernagel.
En el aspecto meramente deportivo fue sin duda su temporada más exitosa con 13 victorias repartidas entre varios corredores, destacando a Gerald Ciolek con 4 (incluyendo el Campeonato Mundial en Ruta sub-23) y Steffen Radochla con 3.

#### Último año: Felt como patrocinador secundario
Para 2007 se marchó el director Jochen Hanh, alma máter de la estructura, y también el patrocinador Akud secundario Akud. Para sustituir a dicho patrocinador entró Felt que además fue suministrador de bicicletas.
Deportivamente, al igual que la anterior, también fue una temporada buena con 8 victorias bastante repartidas destacando a Peter Velits (incluyendo el Campeonato Mundial en Ruta sub-23), Steffen Radochla y André Schulze con 2. Además consiguieron 16 segundos y 16 terceros puestos con varios corredores.

## Sede
A pesar del cambio de estructura su sede siempre estuvo en Leipzig aunque en diferentes lugares.

## Material ciclista
El equipo utilizó bicicletas Wheeler (2001-2004) y Red Bull (2005-2006) y Felt (2007).

## Clasificaciones UCI
La Unión Ciclista Internacional elaboraba el Ranking UCI de clasificación de los ciclistas y equipos profesionales.
A partir de 1999 y hasta 2004 la UCI estableció una clasificación por equipos divididos en tres categorías (primera, segunda y tercera). La clasificación del equipo y su ciclista más destacado fue la siguiente:
| Año  | Categoría | Clasificación por equipos | Mejor corredor en la clasificación individual | Posición |
| 2001 | Tercera   | 6º                        | Enrico Poitschke                              | 307º     |
| 2002 | Segunda   | 31.º                      | Enrico Poitschke                              | 354º     |
| 2003 | Segunda   | 11º                       | Enrico Poitschke                              | 149.º    |
| 2004 | Segunda   | 12º                       | Sebastian Siedler                             | 273.º    |

A partir de 2005 la UCI instauró los Circuitos Continentales UCI, donde el equipo estuvo desde que se creó dicha categoría, registrado dentro del UCI Europe Tour. Estando en las clasificaciones del UCI Europe Tour Ranking, UCI Africa Tour Ranking y UCI Asia Tour Ranking. Las clasificaciones del equipo y de su ciclista más destacado son las siguientes:
| Año                     | Clasificación por equipos | Mejor corredor en la clasificación individual | Posición |
| 2005 (Africa Tour)      | 7º                        | David Kopp                                    | 18º      |
| 2005 (Asia Tour)        | 20º                       | Steffen Radochla                              | 78.º     |
| 2005 (Europe Tour)      | 17º                       | David Kopp                                    | 45.º     |
| 2005-2006 (Africa Tour) | 6º                        | Steffen Radochla                              | 45.º     |
| 2005-2006 (Asia Tour)   | 24º                       | Steffen Radochla                              | 89.º     |
| 2005-2006 (Europe Tour) | 10º                       | Gerald Ciolek                                 | 11º      |
| 2006-2007 (Africa Tour) | 18º                       | Steffen Radochla                              | 160º     |
| 2006-2007 (Asia Tour)   | 14º                       | André Schulze                                 | 41.º     |
| 2006-2007 (Europe Tour) | 4º                        | Stefan Van Dijk                               | 4º       |

## Palmarés
Para años anteriores, véase Palmarés del Team Wiesenhof

### Palmarés 2007

#### Circuitos Continentales UCI
| Fechas           | Circuito                  | Carreras                                    | Ganador          |
| 31 de marzo      | UCI Europe Tour 2006-2007 | 1.ª etapa del Criterium Internacional       | Olaf Pollack     |
| 17 de mayo       | UCI Europe Tour 2006-2007 | 2.ª etapa de la Vuelta a Renania-Palatinado | Steffen Radochla |
| 30 de mayo       | UCI Europe Tour 2006-2007 | 1.ª etapa de la Vuelta a Baviera            | André Schulze    |
| 13 de junio      | UCI Europe Tour 2006-2007 | Veenendaal-Veenendaal                       | Steffen Radochla |
| 15 de julio      | UCI Asia Tour 2006-2007   | 2.ª etapa de la Vuelta al Lago Qinghai      | André Schulze    |
| 17 de julio      | UCI Asia Tour 2006-2007   | 4.ª etapa de la Vuelta al Lago Qinghai      | Jörg Ludewig     |
| 16 de septiembre | UCI Europe Tour 2006-2007 | Gran Premio de Fourmies                     | Peter Velits     |

#### Campeonato Mundial en Ruta
| Fechas           | Carreras                          | Ganador      |
| 29 de septiembre | Campeonato Mundial en Ruta sub-23 | Peter Velits |

## Plantilla
Para años anteriores, véase Plantillas del Team Wiesenhof

### Plantilla 2007
| Nombre           | Nacimiento | Nacionalidad | Equipo 2006                |
| Artur Gajek      | 18/04/1985 | Alemania     | Team Wiesenhof Akud        |
| Bastiaan Giling  | 04/11/1982 | Países Bajos | T-Mobile                   |
| Christian Leben  | 06/04/1985 | Alemania     | Team Wiesenhof Akud        |
| Jörg Ludewig     | 09/09/1975 | Alemania     | T-Mobile                   |
| Daniel Musiol    | 27/03/1983 | Alemania     | Team Milram                |
| Felix Odebrecht  | 15/09/1984 | Alemania     | Team Wiesenhof Akud        |
| Olaf Pollack     | 20/09/1973 | Alemania     | T-Mobile                   |
| Steffen Radochla | 19/10/1978 | Alemania     | Team Wiesenhof Akud        |
| Robert Retschke  | 17/12/1980 | Alemania     | Team Wiesenhof Akud        |
| Torsten Schmidt  | 18/02/1972 | Alemania     | Team Wiesenhof Akud        |
| André Schulze    | 21/11/1974 | Alemania     | Team Lamonta               |
| Stefan Van Dijk  | 22/01/1976 | Países Bajos | Team Wiesenhof Akud        |
| Martin Velits    | 21/02/1985 | Eslovaquia   | Team Konica Minolta/Bizhub |
| Peter Velits     | 21/02/1985 | Eslovaquia   | Team Konica Minolta/Bizhub |
| Robert Wagner    | 17/04/1983 | Alemania     | Team Wiesenhof Akud        |
| Steffen Wesemann | 11/03/1971 | Alemania     | T-Mobile                   |

| Stagiaire | Fecha      | Nacionalidad |
| --------- | ---------- | ------------ |
| Ralph Naf | 10/05/1980 | Suiza        |

1. ↑  Desde el 15 de agosto.